# Heinz Pütz
Heinz Pütz (* 11. November 1938 in Bad Godesberg; † 21. Dezember 2007) war ein Schweizer Sportjournalist und Fernsehmoderator. 

## Wirken
Pütz war ein langjähriger Mitarbeiter und Sportreporter des Schweizer Fernsehens. Er moderierte unter anderem die Sendungen Sport am Wochenende und Sportpanorama. Seine Fernsehkarriere begann er im Jahre 1968, die letzte Sendung als Moderator absolvierte er 1995, als Reporter liess sich Heinz Pütz Ende der 1990er Jahre frühpensionieren. 
Seine Live-Kommentare erstreckten sich vor allem auf den Bobsport, Tennis, Golf, Langlauf und Motorrad. Des Weiteren war Heinz Pütz Fernsehproduzent von Grossanlässen wie der Tour de Suisse und den Swiss Open und war ausserdem für die Redaktion Aktualität und die Struktursendungen am Wochenende verantwortlich sowie in der fernsehinternen Ausbildung tätig. 
Er starb nach kurzer Krankheit am 21. Dezember 2007 im Alter von 69 Jahren. Ein Trauergottesdienst fand am 4. Januar 2008 in Lachen SZ in Anwesenheit von Familienangehörigen und Kollegen statt.